# Lennart Larsson (labdarúgó)
Lennart Larsson (Stockholm, 1953. július 9. –) svéd válogatott labdarúgó.

## Pályafutása

### A válogatottban
1976 és 1981 között 26 alkalommal szerepelt a svéd válogatottban és 4 gólt szerzett. Részt vett az 1978-as világbajnokságon.

## Sikerei, díjai
Halmstads BK
- Svéd bajnok (2): 1976, 1979